# Gustav Neumann
Gustav Richard Ludwig Neumann (nacido el 15 de diciembre de 1838 en Gliwice, Silesia, fallecido el 16 de febrero de 1881 en Wehlau) fue un ajedrecista, escritor y editor alemán.

## Trayectoria como ajedrecista
Durante la segunda mitad de la década de 1860, Neumann fue uno de los mejores jugadores de Ajedrez del mundo. En cuanto a resultados en torneos, en 1865 logró la victoria en Berlín en el Berliner Schachgesellschaft, Club de Ajedrez de Berlín, (+34 -0 =0), el primer resultado perfecto documentado, y ganó el torneo de Elberfeld (Congreso de la WDSB). En 1867 fue primero en el Scotland International de Dundee (por delante de Steinitz). Fue 4.º en el Torneo de París de 1867 (campeón:Ignác Kolisch), 3.º-4.º en Baden-Baden en 1870 (con victoria de Adolf Anderssen), y 2.º, por detrás de Anderssen, en Altona en 1872. A partir de este año, debido a una enfermedad mental, tuvo que dejar de jugar.
Entre los diferentes enfrentamientos que disputó, perdió con Ludwig Paulsen (+3 -5 =3) en Leipzig en 1864. Ganó a Carl Mayet (+0 -6 =1) en 1866, y a Celso Golmayo Zúpide (+3 -0 =0) y Szymon Winawer (+3 -0 =0) en París en 1867. Ganó a Samuel Rosenthal por un global de (+12 -2 =8) en tres encuentros: en París, (+5 -0 =6) en 1867, (+3 -1 =1) y (+4 -1 =1) en 1869.
En el periodo 1864-1867, conjuntamente con Anderssen, funda y edita la publicación Neue Berliner Schachzeitung.
Neumann tuvo como mejor ELO histórico, según Chessmetrics, el registro 2742, en octubre de 1867. Desde diciembre de 1868 a mayo de 1870, fue el número uno en el ranking mundial.